# Prunus avium
Pour les articles homonymes, voir Merisier (homonymie).
Espèce
Classification phylogénétique
Répartition géographique
Le Merisier,, ou Cerisier des oiseaux (Prunus avium) est une espèce de plantes à fleurs de la famille des Rosaceae du genre Prunus. C'est un arbre originaire d'Europe, d'Asie de l'ouest et d'Afrique du nord (Paléarctique occidental). Il est parfois appelé cerisier sauvage, ou cerisier des bois.
Avec le Cerisier acide (Prunus cerasus), c'est l'une des deux espèces de cerisiers sauvages à l'origine des variétés actuellement cultivées. Sa forme domestiquée est connue sous le nom générique de cerisier doux, divisé en guignier (guignes à chair molle, juteuse, légèrement acidulée) et bigarreautier (bigarreaux à chair ferme, sucrée et dont il existe une multitude de variétés telles que burlat, marmotte, napoléon, reverchon, hedelfingen, etc.).
Merisier à grappes est un autre nom du putiet, ou putier, (Prunus padus).

## Synonymes
- (≡) Cerasus avium (L.) Moench
- (=) Prunus avium var. sylvestris (Ser.) G. Martens & Kemmler
- (≡) Prunus cerasus var. avium L. (basionyme)
- (=) Prunus macrophylla Poir.

## Histoire
Le merisier sauvage, Prunus avium est présent en Europe dès l'époque néolithique, comme l'attestent les découvertes archéologiques.
Les cultivars de cerises douces sont très proches des formes du Prunus avium sauvage que l'on trouve dans toute l'Europe tempérée, dans le Caucase et le nord de la Turquie. Les fruits de ce merisier sauvage sont de la même couleur rouge foncé. Mûrs, ils ont une chair sucrée mais qui peut être amère, sans être acide. Avant d'être cultivées, ces merises sauvages étaient récoltées comme l'attestent les noyaux trouvés sur des sites néolithiques et de l'âge du bronze, en Europe centrale.
La culture du merisier pour ses fruits remonterait au IVe siècle avant notre ère, d'après les traces archéologiques trouvées en Asie Mineure (Caucase, Anatolie). Les premières cultures seraient grecques puis romaines.
Selon l'encyclopédiste romain du Ier siècle, Pline (H.N. livre XV, 37), le général romain Lucullus, lors de sa campagne militaire contre le roi du Pont (côte sud de la Mer Noire), aurait découvert et apprécié les cerises de la ville de Cerasus (actuellement, la ville turque de Giresun) et les aurait rapportées à Rome en 68 avant notre ère.
Les armées romaines auraient ensuite dispersé les variétés de cerisiers cultivés à travers toute l'Europe.
Comme le signalait De Candolle en 1882 « il faut dire encore une fois qu'il y avait des Cerisiers — au moins celui des oiseaux — en Italie avant Lucullus, et que l'illustre gourmet n'a pas dû rechercher l'espèce à fruits acides ou amers. Je ne doute pas qu'il n'ait gratifié les Romains d'une bonne variété cultivée dans le Pont et que les cultivateurs ne se soient empressés de la propager par la greffe, mais c'est à cela que s'est borné le rôle de Lucullus » (Origine des plantes cultivées, 1882).

Le médecin grec du Ier siècle, Dioscoride, mentionne des kerasia qui consommées fraîches, sont bonnes pour l'intestin (de Materia Medica, 1-157).
L'analyse génétique et morphologique des noyaux de Prunus retrouvés immergés dans l'eau, lors des fouilles du site romain vicus Tasgetium (Eschenz, près du lac de Constance, en Suisse, de -100 à +300) a permis d'établir que sur les 3 500 noyaux de Prunus, 90 % venaient de cerises de P. avium/cerasus et le reste était constitué de prunelliers (P. spinosa), de prunéoliers (P. insititia) et de prunes (P. domestica).
On sait par ailleurs que le cerisier n'était pas connu dans la Méditerranée orientale « Il semble que la cerise n'était pas connue dans la région [Méditerranée Orientale] durant l'époque biblique, mishnaique et talmudique, n'a jamais eu un rôle économique important et n'était pas cultivée » (Lev & Amar 2007). Les cerisiers seraient arrivés en Palestine à l'époque des Croisades.
En Chine, Prunus avium n'était pas indigène, seul Prunus pseudocerasus Lindley (yingtao 樱桃) était cultivé depuis des siècles pour ses fruits rouge écarlate, dans les régions de l'est et du nord. Le merisier Prunus avium fut introduit par les ports du nord de la Chine et nommé yangyingtao 洋樱桃 "cerisier étranger".

## Description
Le genre Prunus est composé de nombreuses essences, qu'il est parfois difficile de différencier.

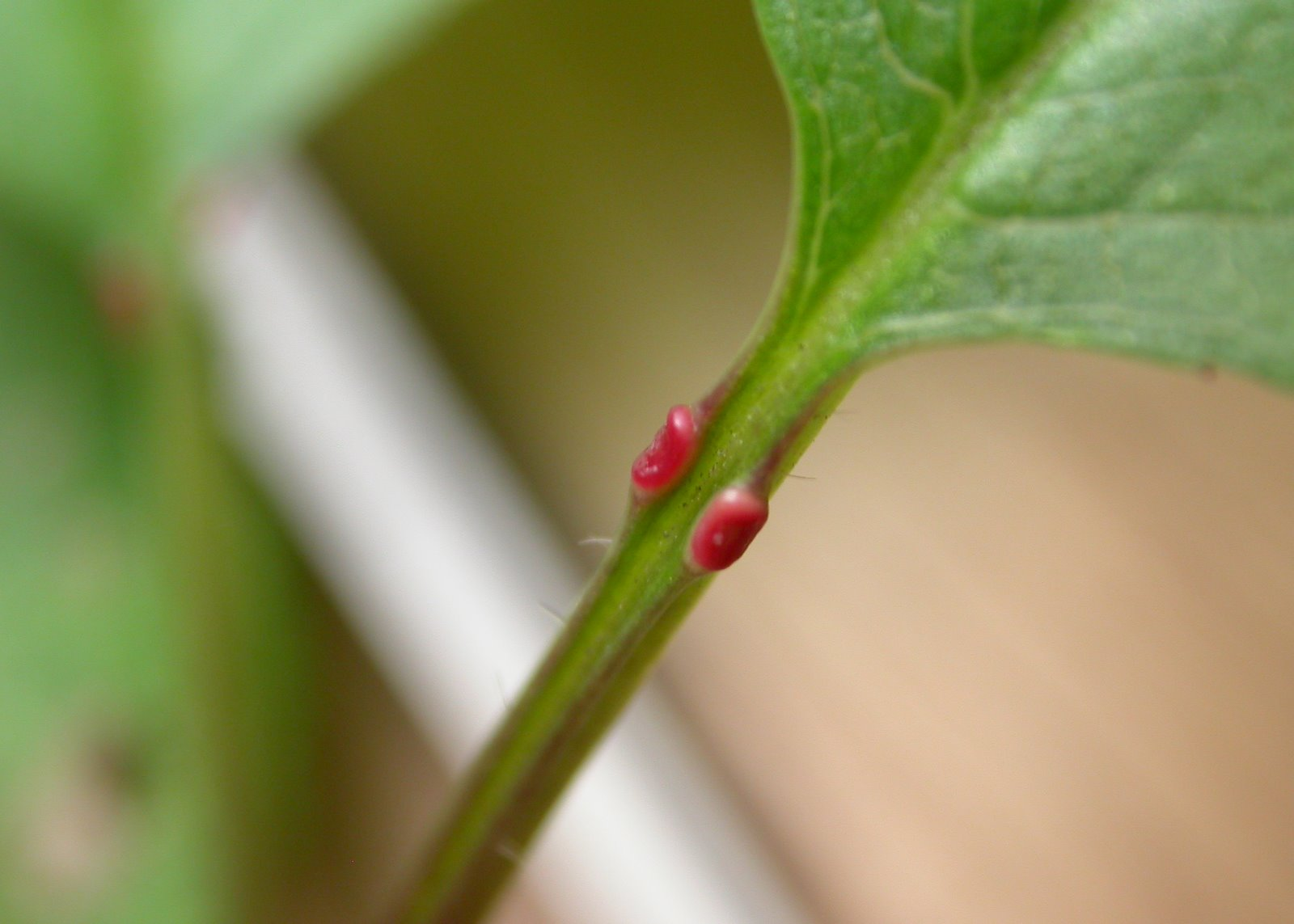
Nectaires sur un long pétiole, deux des caractéristiques de Prunus avium.
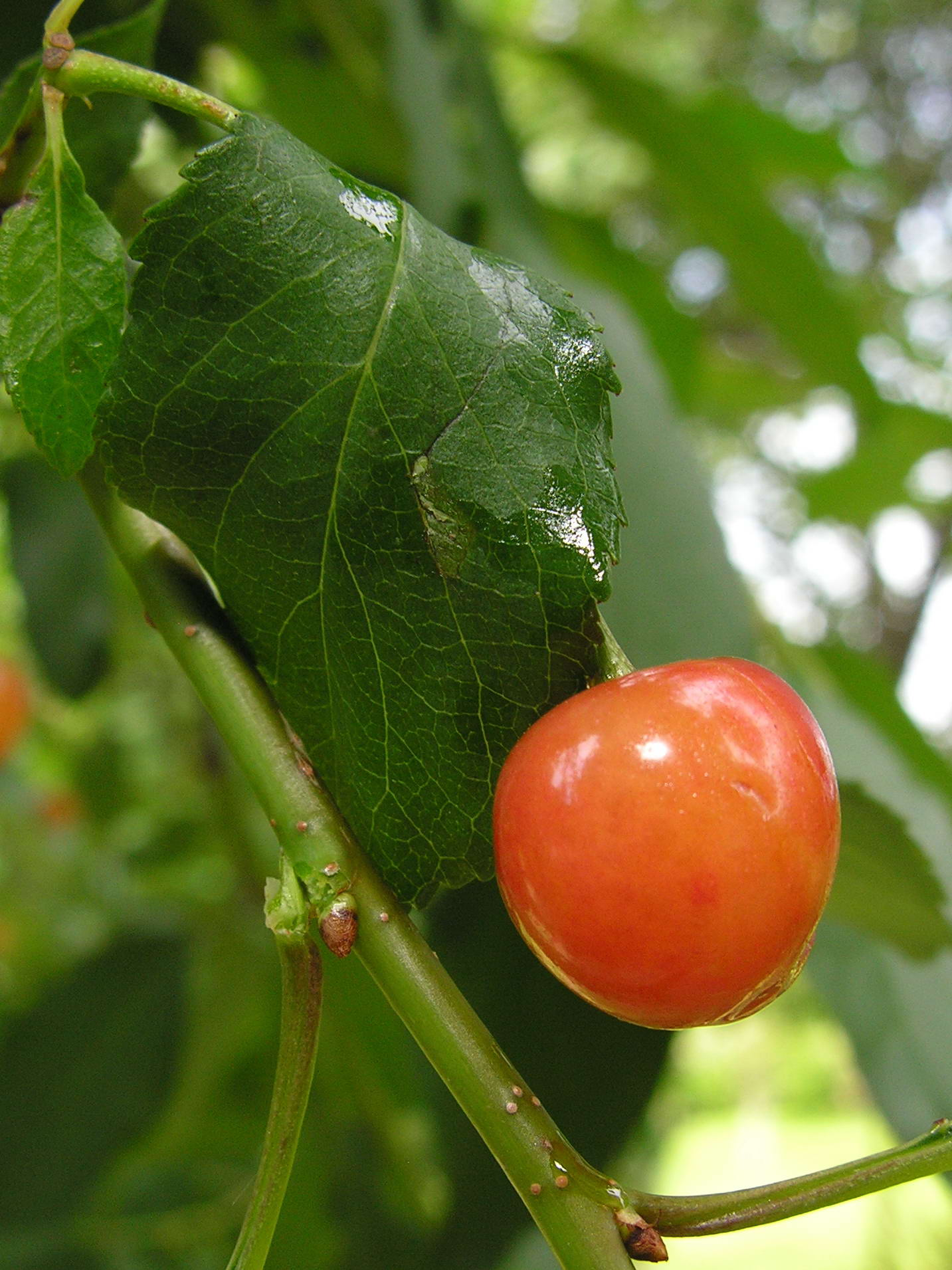
Fruit du merisier.
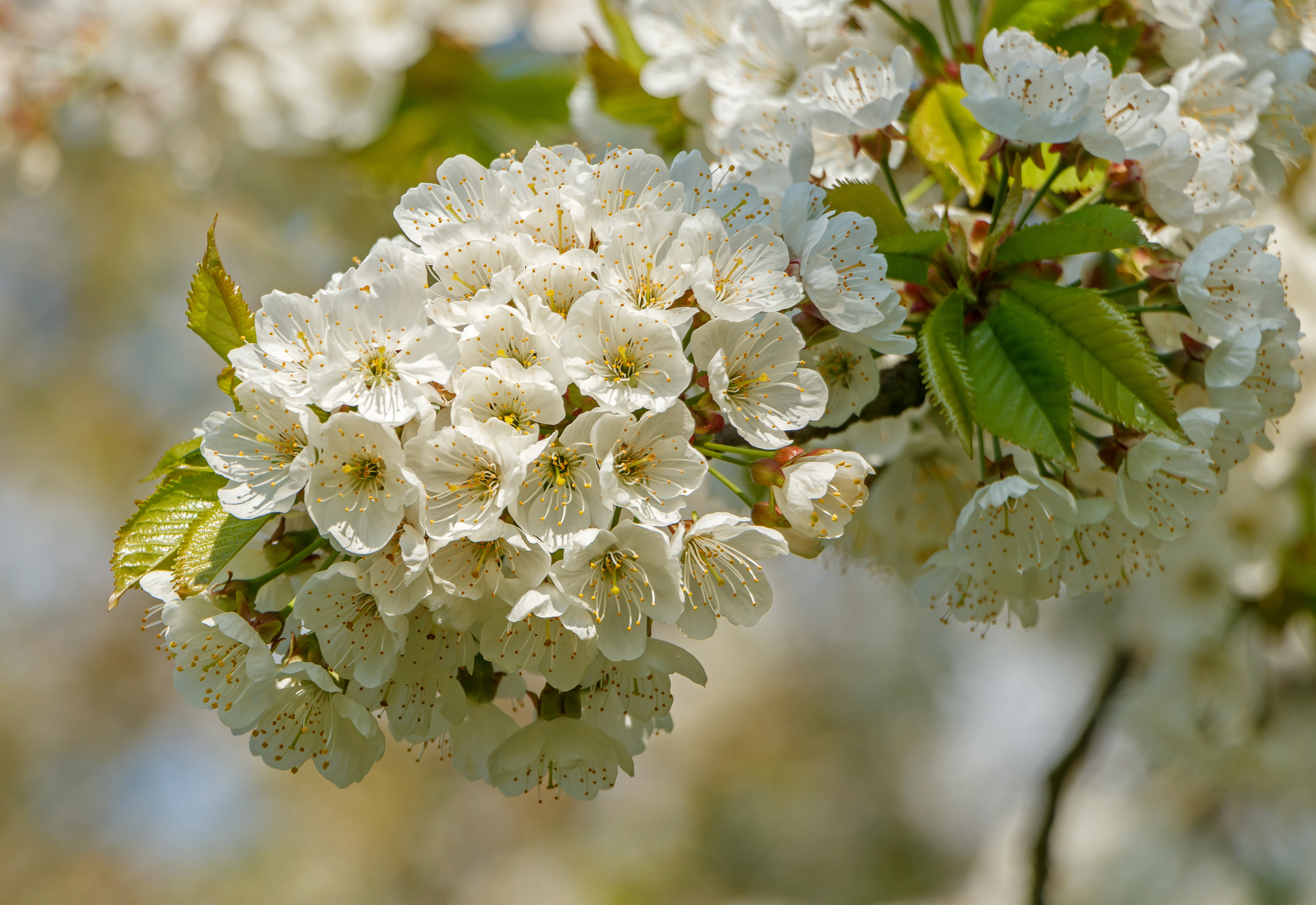
Fleurs du Prunus avium en Allemagne.

Le merisier est un grand arbre à fût droit et cylindrique, à croissance très rapide, qui atteint 15 à 25 m de haut et 0,60 m de diamètre. Il vit environ 100 ans et est très exigeant en lumière.
Son écorce fine a tendance à s'exfolier en lanières horizontales. Les jeunes rameaux sont brun-rouge, brillants.
Les feuilles sont elliptiques, alternes, dentées (précisément biserretées). Le pétiole de 2-7 cm de long, porte deux glandes rouges à la base du limbe (les nectaires extra-floraux des myrmécophytes). Ces glandes nectarifères sont aussi présentes chez d'autres espèces du genre Prunus.
Ses fleurs blanches pédonculées sont disposées en petits bouquets latéraux. La floraison a lieu aux mois d'avril-mai, juste avant la feuillaison. C'est une espèce allogame, autoincompatible dont la fécondation croisée doit être assurée par les insectes pollinisateurs.
Ses fruits charnus (merises),  longuement pédonculés sont comestibles mais amers. Ils peuvent être utilisés en distillerie pour confectionner du kirsch. La cerise douce cultivée est rouge foncé ou noire, sucrée ou acide.
- Port : cime étroite et relativement claire, à ramification souvent régulièrement verticillée, tout au moins dans le jeune âge. À l’état adulte, cime arrondie à branches légèrement retombantes à leur extrémité.
- Enracinement : puissant, racines profondes et racines traçantes assez longues, parfois drageonnantes.
- Couvert : léger. Produit une litière peu abondante, de décomposition facile, génératrice de bon humus doux et améliorante.

## Écologie

### Distribution
Le merisier croît spontanément dans toute l'Europe, dans le Caucase et l'Asie occidentale (Afghanistan, Iran, Turquie).
Il est cultivé pour ses fruits ou son bois dans toutes les régions tempérées du monde.

### Habitat
Naturellement peu abondant et dispersé en forêt, cet arbre n'est pas une essence pionnière.
Il nécessite donc pour s'épanouir une ambiance et un micro-climat forestier. Il est néanmoins de plus en plus planté en population mixte, voire en rangs, nécessitant alors une protection impérative les premières années, car groupé, il devient très appétant pour les chevreuils et plus sensible aux chancres bactériens, ou à la cylindrosporiose, ou à certaines attaques d'insectes.
Un sol riche en humus (mull carbonaté à mull acide) et de PH basique à légèrement acide lui convient.

## Variétés cultivées
À partir du compartiment sauvage de Prunus avium (les merisiers), a été créé un compartiment cultivé, les cerisiers doux, sélectionnés pour leurs fruits plus gros, pour leur résistance aux maladies et pour leur époque de maturité. Ils sont multipliés par greffage.
L'analyse génétique des marqueurs AFLP a décelé quelques erreurs d'assignation spécifiques :
l'Anglaise Hâtive (May Duke, Royale Hâtive) ne reçoit plus l'assignation P. × gondouinii mais P. avium, la griotte jaune d'Ollins n'est plus un P. cerasus mais un P. avium. Inversement les assignations a priori P. avium du Gros guin de Cœur, Guigne Boissière et  Guin des Charentes sont revues a posteriori en P. × gondouinii.
| Quelques variétés de Prunus avium          |                  |                                                                           |                          |
| Variété                                    | Grosseur         | Couleur, qualité gustative                                                | Récolte                  |
| BIGARREAU chair ferme, sucrée              |                  |                                                                           |                          |
| Burlat hâtif                               | assez grosse     | rouge foncé, juteuse, très bonne                                          | mi-juin - juillet        |
| Cœur de pigeon Gros Cœuret                 | très grosse      | rouge clair, chair jaune, ferme, sucrée                                   | fin juin                 |
| Cœur de bœuf Reverchon                     | moyenne à grosse | rouge vif, cordiforme, chair blanchâtre ou rose, croquante et très sucrée | fin juin - début juillet |
| Hedelfingen (Géant)                        | grosse           | rouge foncé presque noir, conique, chair croquante, juteuse               | fin juin - début juillet |
| Van                                        | grosse           | pourpre intense, chair ferme, sucrée                                      | début juillet            |
| Napoléon                                   | moyenne          | rose, crème, chair jaunâtre, juteuse, sucrée                              | juillet                  |
| Anglaise hâtive Royale hâtive              |                  | rouge vif, chair clair                                                    | fin mai - début juin     |
| GUIGNIER, chair molle, légèrement acidulée |                  |                                                                           |                          |
| Amonay                                     | grosse           | rouge foncé, tendre, très sucrée                                          | fin juin                 |
| Précoce de Rivers Early Rivers             | grosse           | rouge vif, très juteuse et sucrée                                         | fin mai - début juin     |
| Amourette                                  | petite           | noir, chair très foncée, douce, juteuse                                   | fin juin                 |

## Ravageurs et maladies
- Ravageurs : les plus fréquents sont la mouche de la cerise, le puceron noir et la drosophile suzuki :
  - la mouche de la cerise (Rhagoletis cerasi) dépose ses œufs dans les cerises ;
  - le puceron noir du cerisier (Myzus cerasi) peut attaquer les feuilles très tôt au printemps ;
  - la drosophile suzuki s'ajoute aujourd'hui aux principaux ravageurs du cerisier. Elle pond ses œufs sur la cerise et les larves qui en sortent rentrent dans la cerise afin de s'y développer, puis sortent lorsque le moment est venu ;
- les chenilles de divers papillons peuvent occasionner des dégâts aux fleurs, feuilles et fruits ;
- des coléoptères xylophages sont susceptibles d'attaquer les arbres fruitiers :
  - les bostryches (Anisandrus dispar) creusent des galeries, d'abord perpendiculaires à la surface de la branche puis en suivant les couches annuelles,
  - les scolytes (Scolytus rugulosus) creusent également des galeries entre l'écorce et le bois dur ;
- en Amérique du Nord, le papillon de nuit Saturnie cécropia (Hyalophora cecropia) se nourrit de merisier ;
- maladies : les cerisiers[18] peuvent être atteints principalement par trois maladies cryptogamiques :
  - la moniliose : le Monilia laxa provoque un dessèchement des fleurs, puis de la brindille fructifère et des branches. Elle se développe à la suite d'une blessure (gel, piqûres d'insectes, tailles) suivie d'un temps doux et humide ;
  - l'anthracnose ou cylindrosporiose[19] : les feuilles se couvrent de taches violettes, rondes[20] ;
  - la criblure par Coryneum : sur les feuilles, des taches brun-rouge se nécrosent et laissent des perforations ;
  - le chancre bactérien (ou gommose bactérienne) du cerisier doux est causé par une bactérie du genre Pseudomonas. Il se manifeste au printemps ou au début de l'été par un brusque dessèchement de rameaux, de branches ou même de l'arbre tout entier. Il est à l'origine de nombreux dépérissements dans certaines régions de France.

## Utilisations
- Son fruit

- Bois d'ameublement

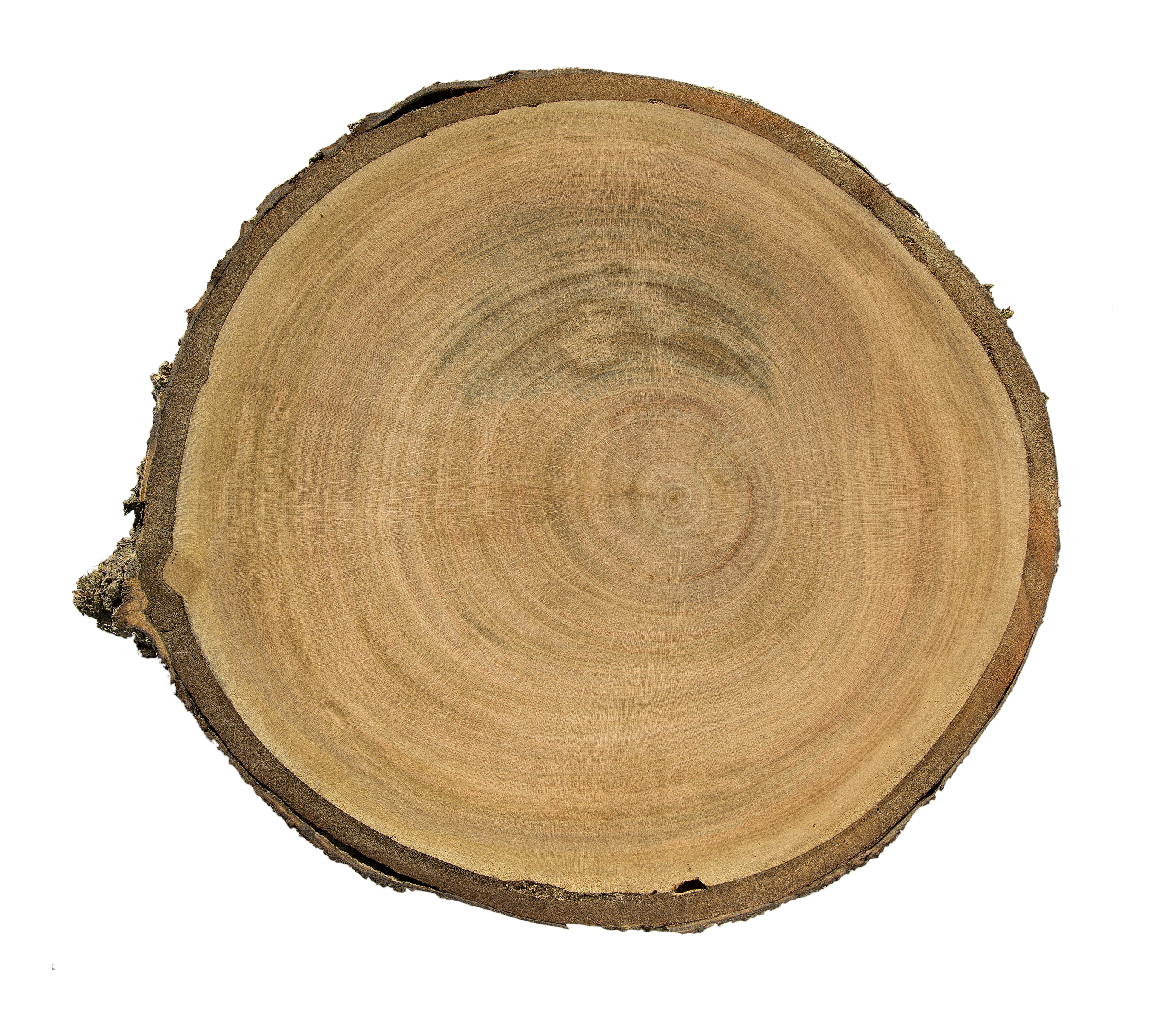
Prunus avium burlat au Muséum de Toulouse.

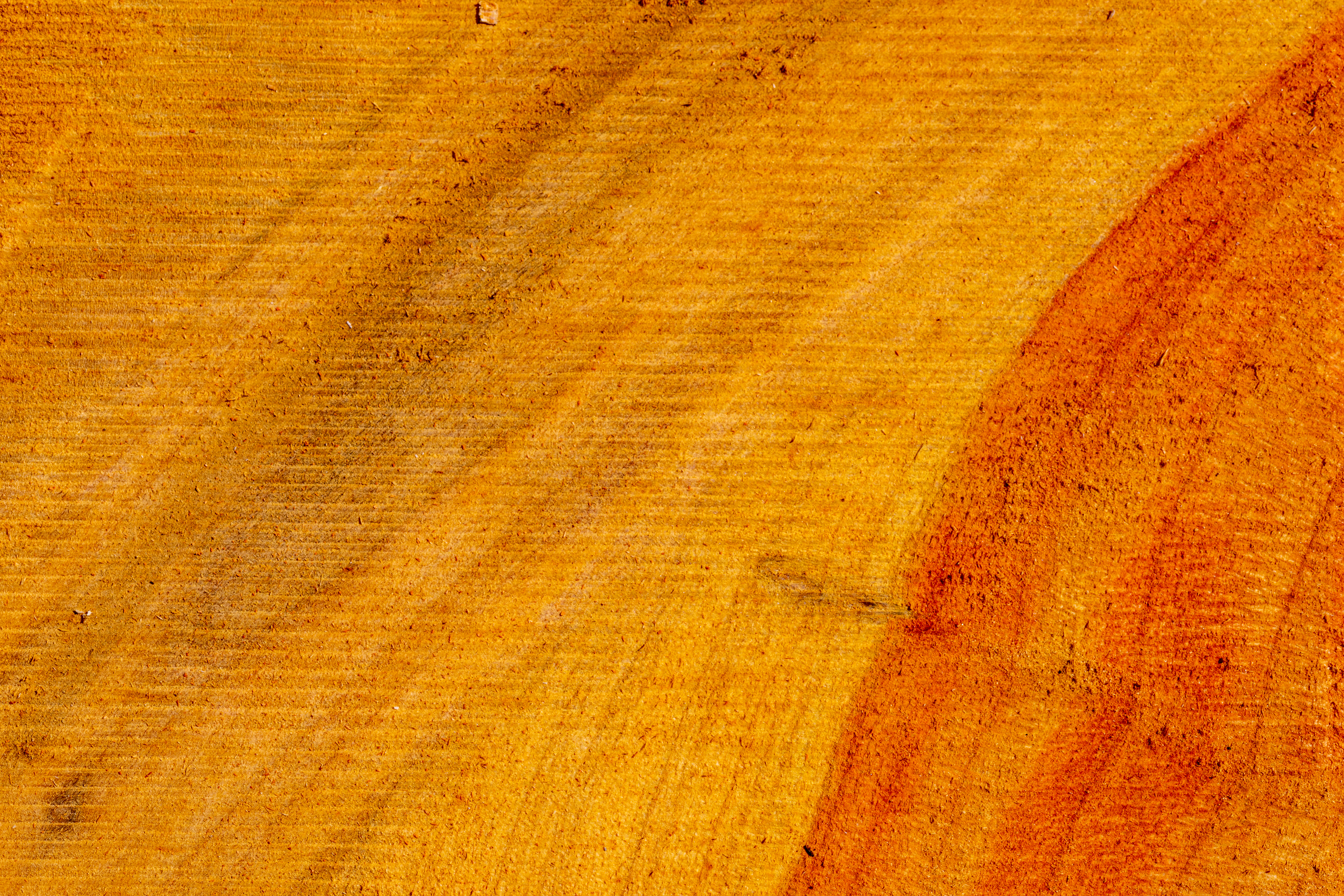
Planche de merisier.

C'est une essence forestière recherchée pour la valeur commerciale de son bois de couleur brun rosé clair à jaunâtre, parfois utilisé en placage pour remplacer l'acajou ou d'autres bois précieux. Offrant de bonnes propriétés mécaniques (résistance à la compression, traction ou flexion), il présente un retrait moyen au séchage et peut être quelques fois assez nerveux. Il est recherché en ameublement, tant en massif qu’en placage (meubles et sièges de style). Cette utilisation exige des arbres de belle conformation. L’importance de cette demande pour l’ébénisterie marginalise d’ailleurs les autres utilisations du bois (sculpture, tournage). Elle a été autrefois utilisée pour la fabrication de rampes d'escaliers, bobines pour soieries, bois de brosse, fourneaux de pipes, tiges de faibles dimensions, cercles de tonneaux, montants d’échelles, merrains pour alcools blancs. C'est par contre un combustible médiocre.

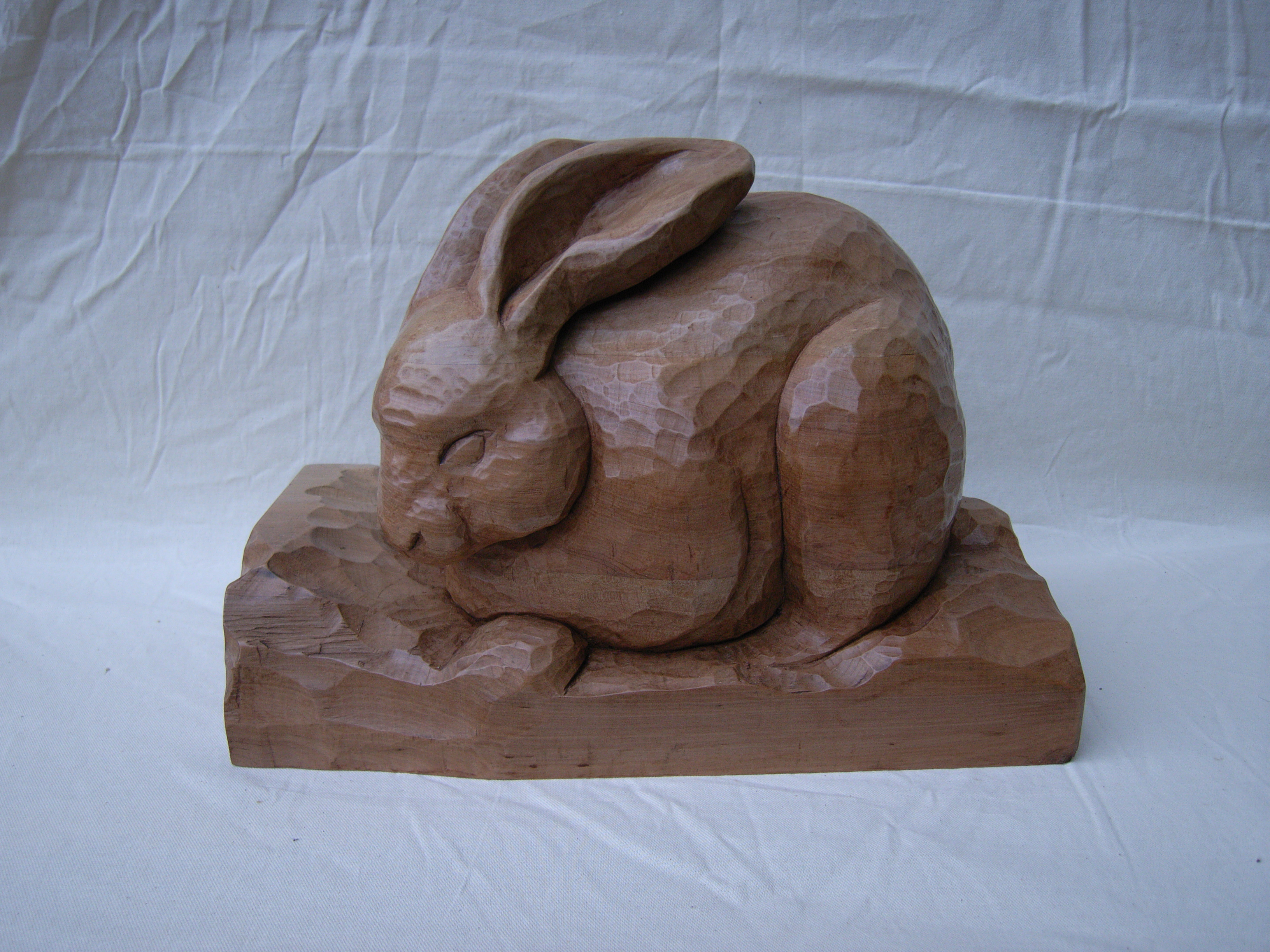
Sculpture en bois de merisier.

Le merisier est utilisé comme porte-greffe pour arbres fruitiers.
Ses jeunes feuilles très aromatiques sont comestibles. Conservées dans le sel, elles servent au Japon à entourer des gâteaux. Leur macération dans de l'alcool donne des liqueurs. Elles sont parfois utilisées comme remède expectorant. La gomme translucide et mucilagineuse qui s'écoule du tronc est comestible (les « larmes du merisier »). Elle a pu servir aux soldats lors de sièges de plusieurs mois.
Il est aussi utilisé comme protecteur des espèces cultivées. Comme son nom l'indique, le "cerisier des oiseaux" les attire particulièrement ; de plus, sa production est légèrement plus précoce que celle des espèces cultivées, aussi est-il utile de planter un merisier dans le secteur d'un cerisier cultivé pour que les oiseaux s'en repaissent aisément, laissant ainsi la production de l'espèce greffée tranquille.

## Sélection
Présent naturellement dans les forêts, le merisier peut être produit par régénération naturelle ou par plantation. Dans le second cas, l'exploitant peut choisir entre différentes sources de semences ou de plants. Il existe 4 catégories de sources de semences, boutures ou plants :
- Testée (couleur bleue) : la supériorité du matériel de base par rapport à des témoins a été démontrée sur des critères donnés (vigueur, qualité du bois, branchaison, résistances diverses…) et pour une zone d’utilisation spécifique. Les matériels de base testés sont des peuplements, des vergers à graines ou des cultivars (clones) ;
- Qualifiée (couleur rose) : les matériels de base sont uniquement des vergers à graines. Leur composition à partir de matériels sélectionnés sur tel ou tel critère est connue, mais la supériorité du verger par rapport à des témoins est en cours d’évaluation ;
- Sélectionnée (couleur verte) : les matériels de base sont uniquement des peuplements. Leur sélection en forêt s’est fondée sur l’appréciation des qualités extérieures des arbres pour différents critères sylvicoles ;
- Identifiée (couleur jaune) : la garantie d’information porte sur la provenance, mais les arbres récoltés n’ont fait l’objet d’aucune sélection. Les matériels de base sont des sources de graines constituées par les régions de provenance de l’espèce.

Dans le cas du merisier, il existe des clones testés, des vergers à graines qualifiées, des peuplements sélectionnés et une source identifiée (en fait le merisier tout venant français). Si elles sont disponibles dans les conservatoires, toutes ses ressources génétiques ne sont pas forcément commercialisées par les semenciers et les pépiniéristes.
En France, l’INRA a notamment mis sur le marché 3 cultivars (sous forme de clones issus de reproduction végétative) encore plus productifs, au tronc rectiligne et résistants à la cylindrosporiose, nommés :
- Gardeline  (+ 44 % de bois de cœur par rapport à la moyenne antérieure),
- Monteil (+ 52 % de bois de cœur), et
- Ameline à haut rendement, mais nécessitant un élagage précoce et intensif pour contrôler la pousse des branches.

Ces arbres sont des clones d'arbres remarquables repérés dans les forêts françaises et testés durant plusieurs décennies. Ils produisent des billions exploitables plus longs, nécessitent moins d'élagage et moins de plants par hectare, résistent mieux aux maladies (c'est en soi un facteur de rendement) et présentent un meilleur rendement.
Les clones présentent des performances pures supérieures aux autres ressources génétiques, mais leur manque de diversité génétique pourraient comporter des risques à long terme ; il est souvent conseillé de mélanger plusieurs clones sur la même parcelle. Néanmoins, l'usage de clones est extrêmement courant en production pérenne, que ce soit pour les arbres fruitiers, la viticulture, la production de fraises et de bananes (un seul clone fournit la quasi-totalité des bananes dessert exportées) ou la production forestière (taillis). Il est souvent plus pertinent de planter des clones d'hybrides très résistants et vigoureux que de planter des souches locales rendu consanguines par le morcellement des forêts.
Les semences issues de vergers à graines sélectionnées permettent de meilleurs rendements que les plants sauvages tout en conservant une grande variabilité génétique : les parents sont issus de régions différentes et produisent des hybrides très différents les uns des autres.